# DebRA
DebRA U.K. (acrónimo de Dystrophic Epidermolysis Bullosa Research Association) es una asociación caritativa británica dedicada a la investigación médica que permita curar la epidermólisis bullosa, una enfermedad genética que, en sus formas más severas, afecta a toda la piel del cuerpo y las mucosas. En los casos más graves, la piel se ampolla o se rasga de la carne ante la más mínima fricción, por ejemplo, cuando un enfermo gira la cabeza mientras duerme puede sufrir el desprendimiento de la piel de las orejas, despertando en la mañana con más de treinta ampollas.
No hay tratamiento para la epidermólisis bullosa, solo la punción y el drenaje de las ampollas para evitar su crecimiento. Los afectados por las formas más severas mueren prematuramente de cáncer de piel. La mayoría de estos tienen una esperanza de vida de entre treinta y cuarenta años, mientras que los menos afortunados fallecen en la infancia. Cada día, los enfermos de epidermólisis bullosa batallan contra la pérdida de fluidos y las infecciones que los amenazan por sus heridas abiertas. Los más afectados tienen dificultad para comer debido al crudo estado de sus bocas, por lo que tienen que alimentarse a través de tubos. Hay formas menos complejas de esta enfermedad que solo afectan a pies y manos.
DebRA U.K. provee de apoyo vital a los pacientes a través del sistema Specialist Outreach Nurses, o 'Enfermeras especialistas de extensión', que visitan al recién nacido en el hospital para aconsejar al personal y a los familiares sobre cómo cuidar al niño, un servicio que continúa en casa con visitas regulares. DebRA también posee un equipo de trabajadores de apoyo que colabora con las familias para enfrentar la carga económica que significa tener a un niño con epidermólisis bullosa, ayudando a conseguir el equipamiento necesario cuando el apoyo financiero no está disponible en otras partes.
DebRA U.K. fue creada el 22 de julio de 1978 por un grupo de padres de niños afectados por la epidermólisis bullosa. En ese entonces, solo se habían diagnosticado doscientos casos en el Reino Unido. Esta organización es poco conocida por lo rara que resulta esta enfermedad y, además, por el hecho de que DebRA no cuenta con presupuesto para publicidad, ya que la mayoría de los fondos son usados para ayudar a los enfermos y a sus familias y para realizar investigaciones que exploran diferentes aspectos de la condición con la esperanza de hallar un tratamiento efectivo que cure la enfermedad. Además de lo anterior, DebRA trabaja por una vida sin dolor para todos los afectados por la epidermólisis bullosa.